# Колл-Сек, Ава-Мари
Ава-Мари Колл-Сек (фр. Awa Marie Coll-Seck; род. 1 мая 1951, Дакар, Французская Западная Африка) — сенегальский врач-эпидемиолог и политик. Занималась исследованиями в области эпидемиологии. Автор многочисленных научных публикаций, особенно по проблемам ВИЧ/СПИДа. С 1996 по 2001 год возглавляла департамент Объединённой программы ООН по ВИЧ/СПИДу в Женеве. С 2001 по 2017 год занимала ряд министерских постов в правительствах Сенегала. С 2017 года государственный министр при президенте Сенегала.
Кавалерственная дама ордена «За заслуги» Франции, ордена «За заслуги» Буркина-Фасо и ордена Академических пальм.

## Биография

### Образование
Высшее образование получила в Университете Шейха Анты Дьопа, который окончила в 1975 году. Интернатуру проходила в одной из больниц в Дакаре. В 1978 году в альма-матер получила докторскую степень по медицине. В 1979—1980 годах, в качестве иностранного ассистента, работала в реанимации при отделении интенсивной терапии инфекционных заболеваний в больнице в Лионе. Вернувшись в Сенегал, защитила диплом по специальности «Бактериология, вирусология и инфекционные и тропические заболевания» в Университете Шейха Анты Дьопа. С 1982 по 1988 год преподавала учебные курсы по методологии исследований и педагогике в Дакаре, Либревиле и Бордо. В 1987 году вступила в Ассоциацию полевых эпидемиологов. В 1989 году была назначена профессором медицины и инфекционных заболеваний в университете Шейха Анты Дьопа и начальником службы инфекционных заболеваний в университетской больнице в Дакаре.
Является автором многочисленных научных публикаций, в том числе книг и статей о малярии, кори, менингите, столбняке, брюшном тифе, туберкулёзе, ВИЧ/СПИДе и сердечно-сосудистых заболеваниях. Колл-Сек состоит членом более двадцати профессиональных медицинских обществ и организаций.

### Карьера
С 12 мая 2001 по 22 августа 2003 года и с 4 апреля 2012 по 7 сентября 2017 года Колл-Сек занимала должность министра здравоохранения Сенегала. Будучи министром, она инициировала широкомасштабную реформу системы здравоохранения в стране. Привлекла широкий круг партнёров из правительства, гражданского общества и частного сектора к осуществлению и расширению программ общественного здравоохранения. Её усилиями здравоохранение было признано в качестве главного залога экономического и социального развития страны. На реализацию реформы она находила средства как внутри страны, так и у международных доноров.
С 1996 по 2001 год Колл-Сек занимала должность директора Объединённой программы ООН по ВИЧ/СПИДу со штаб-квартирой в Женеве. Она руководила Департаментом по политике, стратегии и исследованиям, крупнейшим департаментом Объединённой программы ООН по ВИЧ/СПИДу. Впоследствии была назначена директором Департамента поддержки стран и регионов, в котором координировала меры реагирования ООН на эпидемию, наблюдая за положением в четырёх отделениях на уровне стран и регионов по всей Африке, Азии, Восточной и Центральной Европе, Латинской Америки и Карибского бассейна. Работала в Комиссии Генерального секретаря ООН по ВИЧ/СПИДу. В 2003 году стала почётным доктором Университета Пьера и Марии Кюри.
В январе 2016 года Генеральный секретарь ООН Пан Ги Мун назначил Колл-Сек в Консультативную группу высокого уровня «Каждая женщина, каждый ребёнок». С 2016 года стала сотрудничать с медицинскими изданиями, для которых писала статьи по сексуальному и репродуктивному здоровью и правам граждан.

### Личная жизнь
Состоит в браке с мужчиной по фамилии Сек (Колл её девичья фамилия), от которого имеет четырёх детей. В молодости вела спортивный образ жизни и участвовала в международных соревнованиях по баскетболу.